# Kung Li-ťiao
Kung Li-ťiao, čínsky pchin-jinem Gǒng Lìjiāo, znaky 巩立姣 (* 24. ledna 1989) je čínská atletka, mistryně světa ve vrhu koulí z roku 2017.

## Sportovní kariéra
Při svém mezinárodním debutu na mistrovství světa v Ósace v roce 2007 obsadila v soutěži koulařek sedmé místo. O dva stupínky si polepšila na olympiádě v Pekingu v roce 2008. V následující sezóně vybojovala na světovém šampionátu v Berlíně bronzovou medaili, stejného úspěchu dosáhla na olympiádě v Londýně v roce 2012 i na mistrovství světa v Moskvě v roce 2013. V Pekingu v roce 2015 se stala vicemistryní světa ve vrhu koulí. Největšího úspěchu dosáhla na světovém šampionátu v Londýně v srpnu 2017, kde se stala v této disciplíně mistryní světa.